# Відбудовчий поїзд

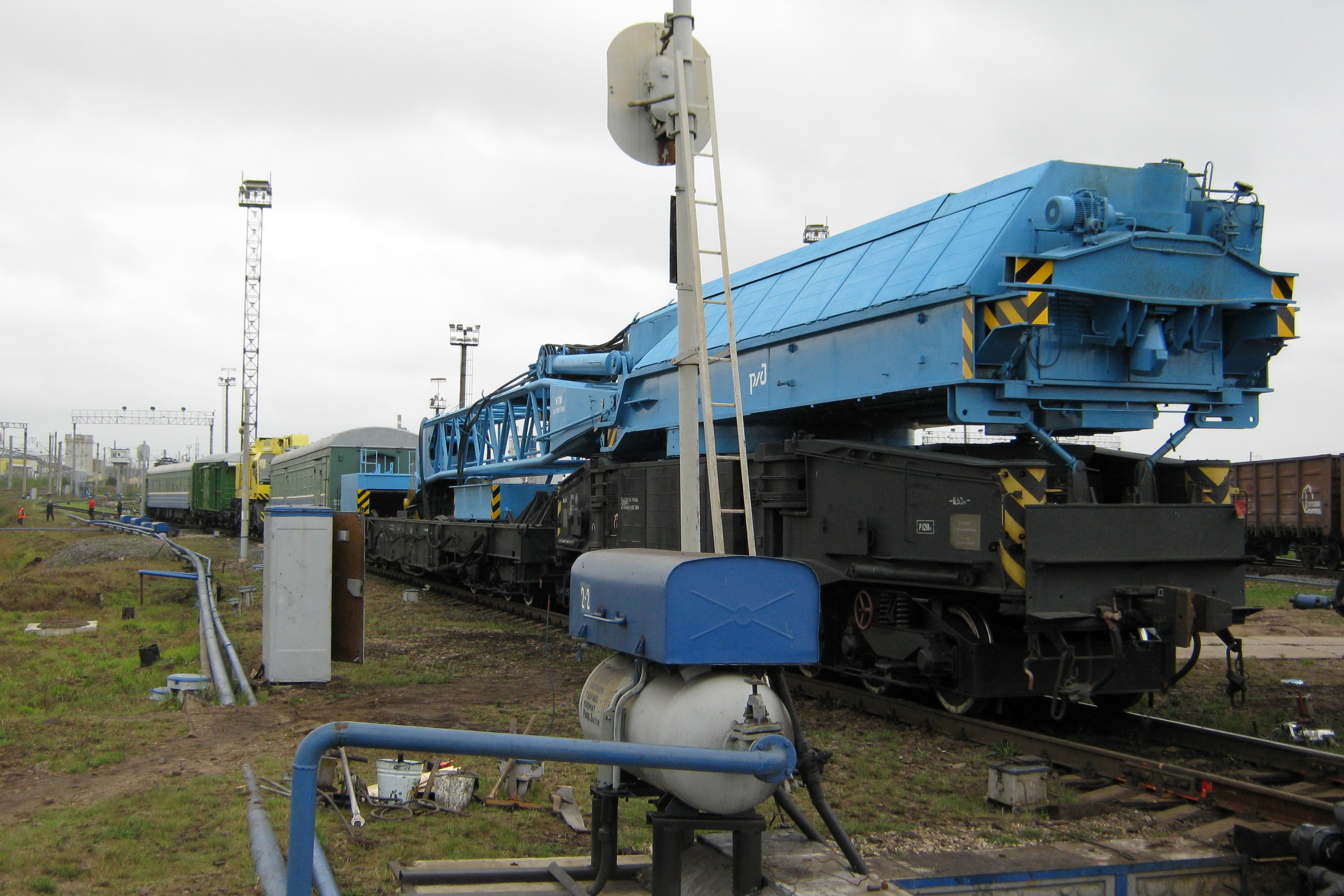
Відбудовчий поїзд

Відбудовчий поїзд (потяг), відбудовний поїзд, відновний поїзд, відновлювальний поїзд — поїзд, призначений для ліквідації наслідків зіткнень і сходу рухомого складу, а також відновлення колії і контактної мережі залізниці при стихійних лихах і для надання першої допомоги потерпілим. Відбудовчі поїзди зазвичай приписані до великих локомотивних депо і підрозділяються залежно від потужності оснащення на 2 групи. У СРСР відбудовчі поїзди 1-ї групи оснащувалися кранами вантажопідйомністю 60 т і вище, 2-ї — до 50 т. До складу поїзду входять багатотонні гідравлічні домкрати, тягачі з лебідками, трактори, бульдозери, автомашини, вагони-гаражі, платформи з рейками і шпалами, вагон з електростанцією і прожекторною установкою, вагон-комора з інструментом і матеріалами, пасажирські вагони з блоком живлення, санітарний вагон, криті вагони та платформи з підіймально-транспортними машинами, обладнанням, інструментом та запасом елементів верхньої будови колії тощо. Поїзд оснащується протипожежними засобами, підіймально-транспортними пристосуваннями, приладами для різання і зварювання металу та ін. Відбудовчий поїзд знаходиться в цілодобовій готовності; з моменту виклику він слідує безупинно до місця призначення.
До цих поїздів прикріплений спеціальний штат робітників, який очолює начальник відбудовного поїзда, а також бригади аварійно-польових команд, які комплектуються з незвільнених бригад — слюсарів депо, робітників колії, електромеханіків тощо.